# Virtua Fighter 5
Virtua Fighter 5 (japanska: バーチャファイター5 Hepburn: Bācha Faitā Faibu?) är det femte spelet i Segas arkadfightingspelserie Virtua Fighter, och släpptes 2006. Originalversionen släpptes till arkadmaskinen Sega Lindbergh den 26 november 2005,  och därefter släpptes spelet den 12 juli 2006 i Japans arkadhallar, och i februari 2007 i Europa. En reviderad så kallad "B-version" i Japan 2006 och spelet porterades till Playstation 3, dit den släpptes den 20 februari 2007. I Europa släpptes spelet samtidigt som konsolen den 23 mars. I Japan släpptes även en så kallad "C-version" 2006, vilken porterades till Xbox 360 och släpptes i Nordamerika i februari 2007 och i Europa i oktober 2007.

### Fotnoter
1. ↑  ”Virtua Fighter 5” (på engelska). Mobygames. 16 mars 2006. http://www.mobygames.com/game/virtua-fighter-5. Läst 15 maj 2015.
2. ↑  http://uk.ign.com/articles/2005/11/26/hands-on-virtua-fighter-5
3. ↑  http://www.system16.com/hardware.php?id=731&page=2#18735